# Бучацький районний краєзнавчий музей

Бучацький районний краєзнавчий музей. 8 травня 2010 року

Бучацький краєзнавчий музей — районний краєзнавчий музей у місті Бучачі Тернопільської області, Україна; культурно-освітній заклад міста та району.

## Загальні дані
Бучацький районний краєзнавчий музей розташований у пристосованому приміщенні у само́му центрі Бучача за адресою:
вул. Галицька, буд. 55, м. Бучач—48400 (Тернопільська область, Україна)
Директор закладу — Легка Лариса Іванівна.

## З історії музею
Краєзнавчий музей у Бучачі був заснований 30 грудня 1982 року на громадських засадах.

## Відомі люди

### Директори
- Риженкова Євдокія Петрівна
- Сеньків Микола Миколайович
- Федорович Мирон Теофільович.

### Працівники
- Козак Микола Михайлович — краєзнавець

Через проведення реставрційних робіт у приміщенні міської ратуші в 1986—1989 роках тимчасово припинив діяльність.
Від 1988 р. — відділ Тернопільського обласного краєзнавчого музею. До 1992 року музей розташовувався у приміщенні міської ратуші. Від 2002 року Бучацький районний краєзнавчий музей працює як самостійна одиниця.
Щорічно (2000-ні роки) музей приймає близько 30000 відвідувачів, до послуг яких оглядові та тематичні екскурсії, а для учнів проходять уроки народознавства.
Наукові співробітники музею організовують науково-дослідну, науково-просвітницьку, фондову, експозиційну та виставкову роботу. Проводять екскурсії по туристичних маршрутах міста Бучача та району, пишуть наукові статті, організовують зустрічі з цікавими людьми.

## Фонди та експозиція
В основному і науково-допоміжному фондах Бучацького районного краєзнавчого музею зберігається близько 4 000 експонатів.
У фондах музею зберігаються археологічні пам'ятки трипільської культури, знайдені на території Бучацького району, зокрема в урочищі «Федір» (місто Бучач).
В експозиції музею представлено матеріали, які розповідають про відомих людей Бучачини:
- видатну оперну співачку Соломію Крушельницьку
- дитячого письменника Всеволода Нестайка
- поета і січового стрільця Івана Балюка
- письменника Осипа Назарука
- письменника, літературознавця, журналіста Михайла Островерху
- лауреата Нобелівської премії, єврейського письменника Шмуеля Аґнона
- відомого артиста, професора Мар'яна Крушельницького
- письменника, громадського діяча о. Василя Мельника-Лімниченка
- нарисиста Ореста Авдиковича
- єврейського правозахисника Симона Візенталя
- книговидавця Йосипа Кнебеля.

Етнографічні матеріал розповідає про життя і побут селян кінця 19 — початку 20 століть. В експозиції — фотоматеріали про історію Бучача і його околиць від початку 20 століття.
Розділ нумізматики представляє грошові знаки, що були в обігу на західноукраїнських землях під час їх перебування під владою Австро-Угорщини, Польщі й окупації нацистською Німеччиною, грошові знаки УПА (1948 р.). Розміщені матеріали про діяльність ОУН і УПА на території Бучаччини тощо.

## Виноски
1. ↑  Бучацький районний краєзнавчий музей [Архівовано 2014-11-29 у Wayback Machine.] на www.irp.tneu.edu.ua (регіональний інформаційний портал «Тернопільщина») [Архівовано 2010-04-30 у Wayback Machine.]
2. ↑  Повернімо Бучачу красу // «Золота Пілава». — Бучач, 1991. — № 23—24 (7047—7048) (22 лютого). — С. 4.